# 切支丹坂

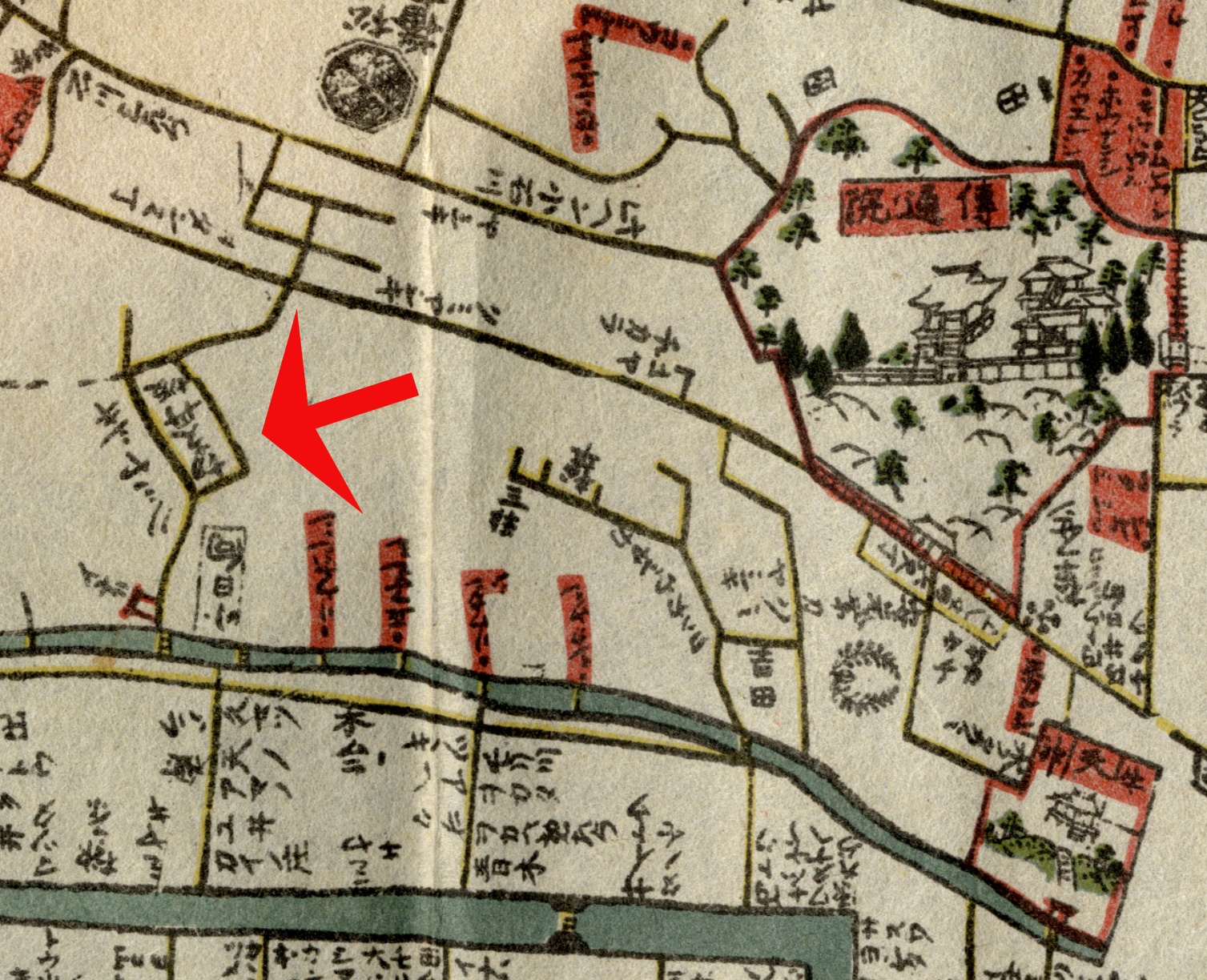
切支丹坂（江戸図､菅原茂兵衛､明和8年

切支丹坂（きりしたんざか）とは、東京都文京区に位置する坂である。

## 概要
切支丹坂の場所は多数あり、どの坂が真の切支丹坂か、未だにわかっていない。
庚申坂（こうしんざか） / 切支丹坂（きりしたんざか）
別名・切支丹坂と呼ばれている庚申坂は、昔坂下に庚申の碑があったことから名付けられた。場所は、小日向4丁目と春日2丁目の間に位置する。文京区教育委員会の坂案内板によると、「小日向第六天町の北、小石川同心町の界を東より西へ下る坂あり………略………この坂を切支丹坂というは誤りなり。本名 "庚申坂" 昔、坂下に庚申の碑あり……… （一部省略） キリシタン坂はこの坂の地下鉄ガードの向側の坂のことである。 ………両側の藪の間を上る坂あり………これが真の切支丹坂なり」と記されている。つまり文京区教育委員会によると、真の切支丹坂は東京メトロ丸ノ内線のトンネル出たところにあると記されている。しかし、天保時代の地図を見ていると今の庚申坂の坂名が「キリシタンザカ」と記されている。そのため、庚申坂が真の切支丹坂と言われている。

付近にある切支丹屋敷跡の碑

文京区公認の切支丹坂
文京区教育委員会のいう切支丹坂は、小日向1丁目に位置する。この坂は、切支丹屋敷跡から一番近いため、名付けられたと思われる。この坂は、明治後半にできたと言われている。
切絵図にある漢字で切支丹坂
嘉永七年尾張屋刊江戸切絵図「礫川牛込小日向絵図」に、漢字で「切支丹坂」と記されている。場所は小日向1丁目に位置する。